# Natuurkunde

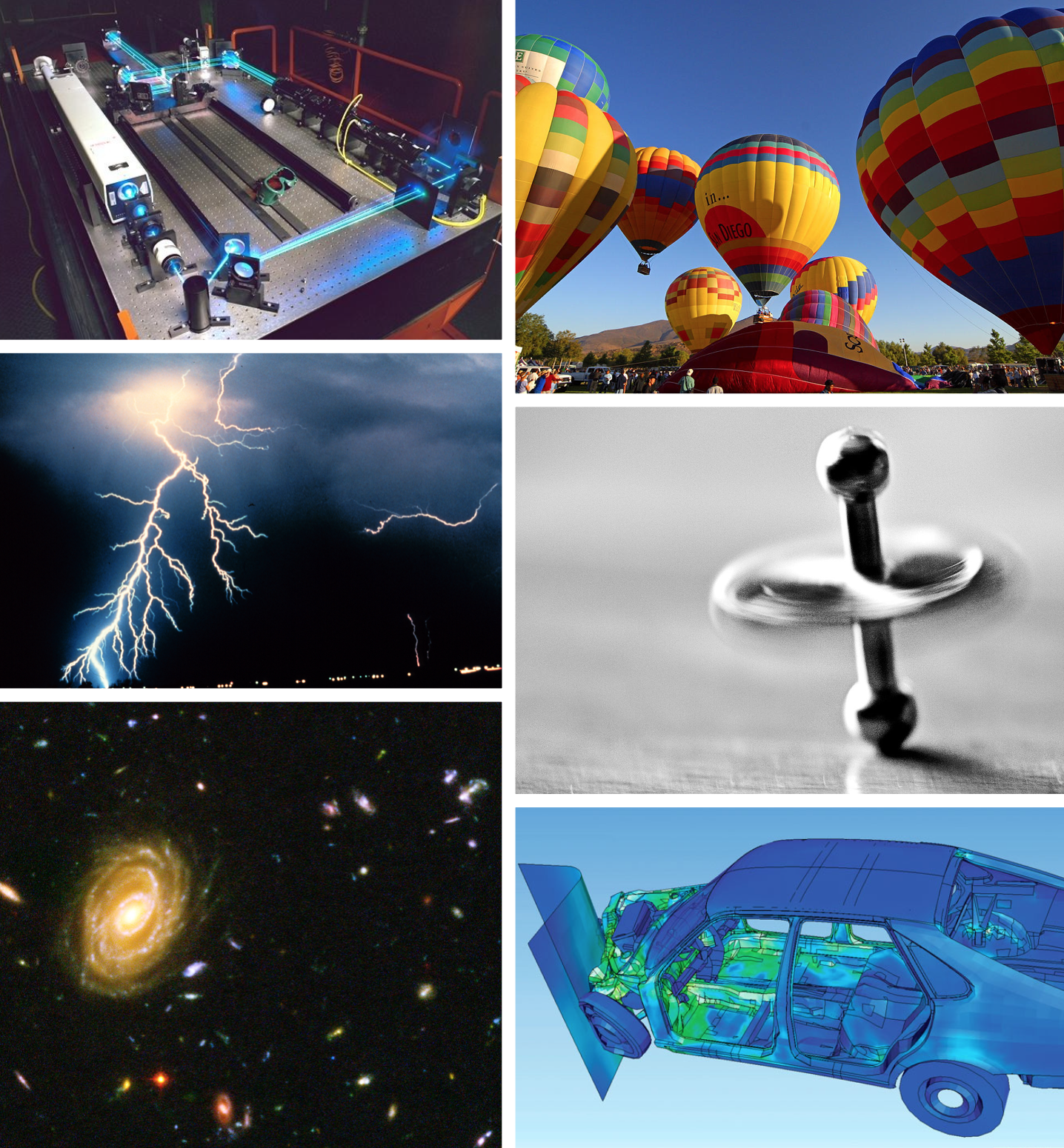
Verschillende natuurkundige verschijnselen

Natuurkunde of fysica is de wetenschap die zich bezighoudt met de algemene eigenschappen van materie, straling en energie, evenals het gedrag ervan in de ruimte en de tijd. Fysici onderzoeken fenomenen zoals kracht, beweging en evenwicht, warmte, licht, geluid, magnetisme en elektriciteit. Natuurkunde is een van de meest fundamentele wetenschappelijke disciplines, en haar belangrijkste doel is te verklaren hoe de wereld, vanaf het universum tot de kleinste deeltjes, werkt en in elkaar steekt.
Als typische natuurwetenschap wordt de natuurkunde beoefend in een wisselwerking tussen theorie en experiment, waarbij theorieën leiden tot experimenten, en experimenten kunnen dienen als inspiratie of aanwijzingen voor nieuwe theorieën. Natuurkundige theorieën kunnen zeer ingewikkeld worden, hoewel er in beginsel gestreefd wordt naar eenvoud. Een uitspraak van Albert Einstein luidt, dat een verklaring 'zo eenvoudig mogelijk' moet zijn, 'maar niet eenvoudiger', dus niet ten koste van de juistheid.
Natuurkundige principes zijn relevant voor veel aangrenzende onderzoeksgebieden, zoals biofysica en technologie, waardoor een strikte afbakening van de natuurkunde niet te geven is. Methoden en technieken die afkomstig zijn uit de natuurkunde blijken dikwijls in andere wetenschapsgebieden toepasbaar, en kunnen aanleiding geven tot nieuwe vraagstukken binnen de wiskunde en filosofie.
Uit natuurkundige inzichten vloeien nieuwe technologieën voort. De toegenomen kennis van elektromagnetisme, vastestoffysica en kernfysica heeft bijvoorbeeld geleid tot de ontwikkeling van nieuwe producten die de moderne samenleving ingrijpend hebben veranderd, zoals de televisie, computers, huishoudelijke apparaten en kernwapens; vooruitgang in de thermodynamica leidde tot ontwikkelingen van industrialisatie; en vooruitgang in de mechanica inspireerde de differentiaalrekening.

## Oorsprong van het woord
De meeste talen gebruiken een variant van het woord fysica, naar de titel van het werk Φυσικὴ ἀκρόασις (Phusikè akroasis) van Aristoteles. Het woord natuurkunde is, als alternatief taalpurisme, in de 16de-17de eeuw gemunt door de Brugse geleerde Simon Stevin.

## Afbakening

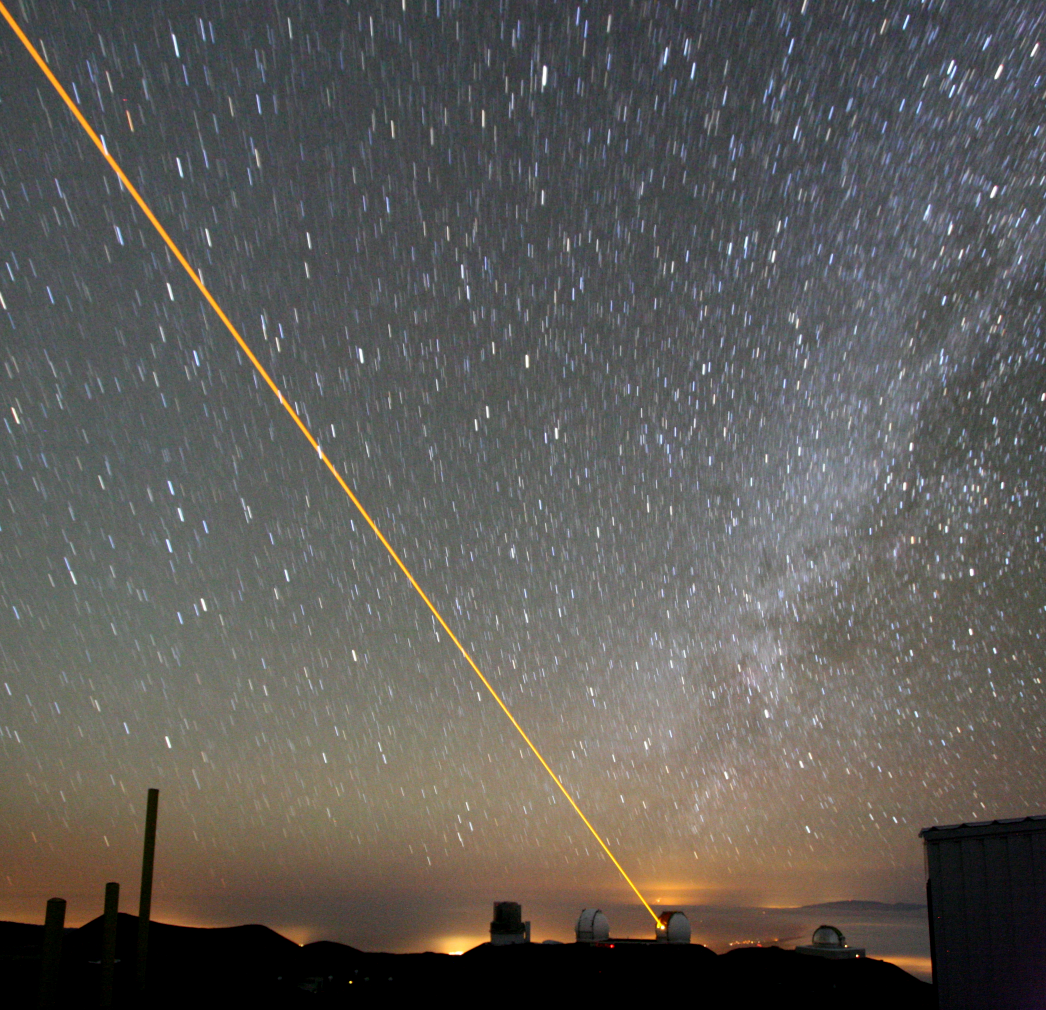
Een laserstraal vanaf de Keck-telescoop-2 op Mauna Kea, Hawaï. Deze straal dient om te corrigeren voor atmosferische turbulentie (seeing) tijdens sterrenkundige waarnemingen, door middel van adaptieve optiek. Rechts is de Melkweg zichtbaar. Uit de sterrenstreepjes blijkt de rotatie van de aarde gedurende de belichtingstijd van 3 minuten.

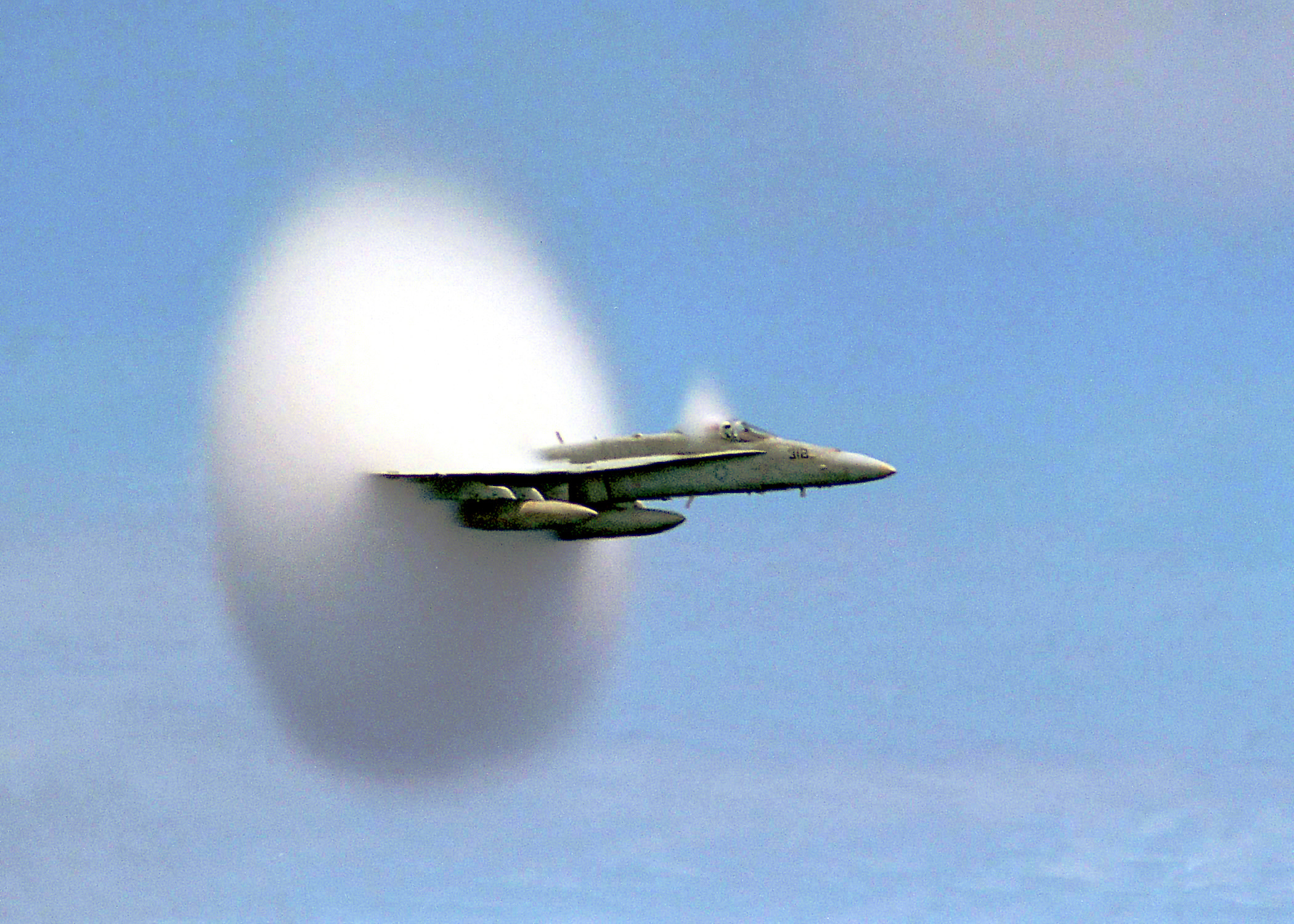
F-18 Hornet met transsonische snelheid (rond de geluidssnelheid). De kegelvormige wolk ontstaat door condensatie van waterdruppeltjes in de zone van lagere druk en temperatuur achter de vleugel. Ook bovenachter de cockpit is condensatie zichtbaar.

De frequentie en de golflengte van een bewegende geluids- of lichtbron verandert voor de waarnemer door het dopplereffect. Links verdichten de golven zich, maar rechts is hun tussenruimte vergroot.

Natuurkundigen bestuderen het gedrag van materie en energie, evenals hun onderlinge wisselwerking binnen ruimte en tijd. Het kan dan bijvoorbeeld gaan om massa op macroscopische schaal, om straling of om individuele elementaire deeltjes en hun interacties. De natuurkundige bestudeert de niet-scheikundige eigenschappen van stoffen, zoals faseovergangen, viscositeit, kristalstructuur, elektrische geleiding en warmteoverdracht en probeert deze te verklaren. De beperking dat veranderingen van de scheikundige samenstelling niet tot de natuurkunde worden gerekend, is in feite historisch bepaald. Wat er gebeurt binnen atomen, waaruit moleculen zijn samengesteld, wordt weer wel tot de natuurkunde gerekend. De natuurkunde concentreerde zich oorspronkelijk op de niet-levende natuur, maar sinds een eeuw worden in het gemeenschappelijke gebied van de biofysica natuurkundige eigenschappen van levende systemen onderzocht.
De natuurkunde is een exacte wetenschap, dat wil zeggen dat men streeft naar wiskundige precisie in uitspraken over natuurkundige verschijnselen. De onzekerheidsmarge wordt kwantitatief aangegeven. Vaak worden bewust vereenvoudigende wiskundige modellen gebruikt, zo worden de planeten bij de berekening van hun baan in goede benadering eerst voorgesteld als bolvormig. De klassieke mechanica uit de zeventiende eeuw geldt, door het opkomen van de kwantummechanica, sinds het begin van de twintigste eeuw alleen onder de volgende, twee beperkende voorwaarden: de snelheden zijn klein ten opzichte van de lichtsnelheid, en de hoeveelheden materie zijn macroscopisch. Bij experimenteel natuurkundig onderzoek moet altijd rekening gehouden worden met meetfouten. In de moderne kwantummechanica spelen fundamentele onbepaaldheden in de natuurkundige grootheden zelf (bijvoorbeeld plaats en impuls – de onzekerheidsrelatie van Heisenberg in de deeltjesfysica) een centrale rol.
Er zijn veel raakvlakken met andere exacte wetenschappen:
- wiskunde. De wiskunde is onmisbaar om natuurkundige waarnemingen in de vorm van een samenhangende, kwantificerende en toetsbare theorie te gieten. Tegenwoordig gaat natuurwetenschappelijk onderzoek nog maar zelden gepaard met nieuwe ontwikkelingen in de toegepaste wiskunde. Vooral in de 17e, 18e en 19e eeuw hebben geleerden als Newton, de familie Bernoulli, Gauss, Stokes, Lagrange, Euler, Fourier en Henri Poincaré aanzienlijk bijgedragen aan de ontwikkeling van nieuwe gebieden in tegelijkertijd de natuurkunde en de wiskunde. De differentiaalrekening, vectoranalyse, potentiaaltheorie en Fourieranalyse zijn een nuttig onderdeel van de mathematische fysica. Tegenwoordig is de combinatie uitzonderlijker, hoewel theoretici in de snaartheorie ook nieuwe wiskunde ontwikkelen, Edward Witten bijvoorbeeld.
- scheikunde, waar gekeken wordt naar reacties tussen verschillende stoffen. De fysische chemie en de kwantumchemie horen tot het raakvlak tussen de twee.
- astronomie, want de wetten van de fysica zijn van toepassing op de aarde en alle hemellichamen, stofdeeltjes en gaswolken zowel binnen als buiten het zonnestelsel.
- biologie, die zich bezighoudt met alle levensvormen, raakvlak met biofysica, bio-informatica.

## Methode

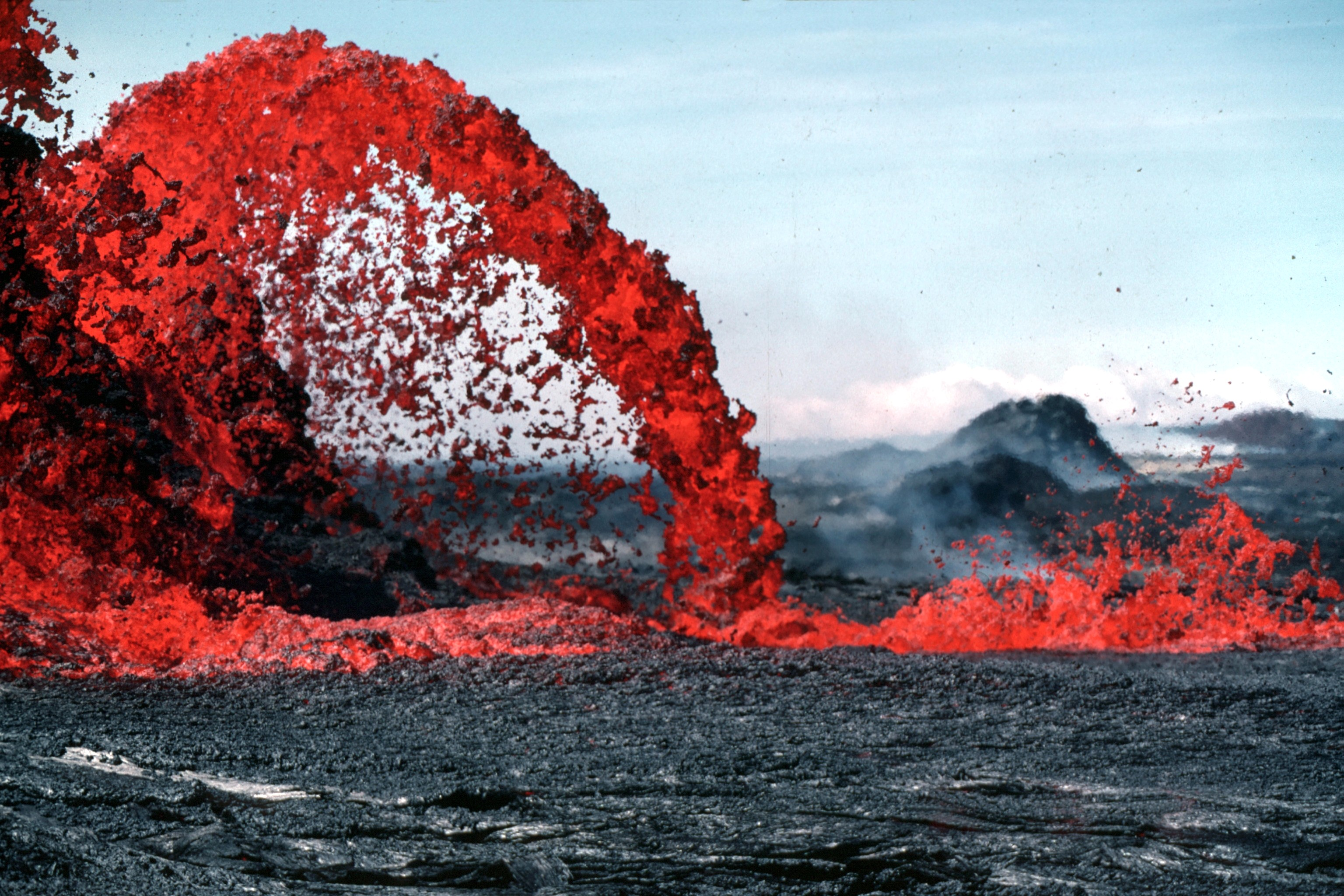
Lavafontein van 10 m hoog in de vorm van een parabool toont zowel Galilei's valwet als zwarte straling – de temperatuur is af te lezen aan de kleur met de Wet van Wien. Pahoehoe-type lava, ten zuiden van Pu‘u Kahaualea, Hawaï, United States Geological Survey, 1983.

De natuurkunde ontwikkelde de wetenschappelijke methode en gebruikt die nog steeds. Voor het doen van samenhangende en onderling vergelijkbare waarnemingen is een systeem van natuurkundige grootheden en eenheden ontwikkeld.
Met hypotheses, experimenten, waarnemingen en metingen probeert de natuurkundige verborgen patronen te achterhalen. Deze worden samengevat in een natuurkundige theorie. Hoewel het gebruik van wiskunde geen doel op zichzelf is, zijn wiskunde en natuurkundige theorievorming sinds de tijd van Christiaan Huygens' slingertheorie en Isaac Newtons Principia Mathematica onverbrekelijk met elkaar verbonden. Met zo'n theorie kan men nieuwe toetsingsexperimenten bedenken. Als de voorspelde uitkomsten inderdaad waargenomen worden, kan de theorie verder uitgebouwd worden. Blijken de voorspellingen onjuist, dan wordt de theorie bijgesteld of zelfs geheel verworpen en wordt een nieuwe theorie gezocht.
Een natuurkundige theorie is dus nooit een onaantastbare waarheid. Ze dient altijd open te staan voor toetsing aan nieuwe waarnemingen en kan ter discussie gesteld worden wegens het ontstaan van nieuwe inzichten. Daarom is de ergste kritiek die een theorie kan treffen het verwijt nicht einmal falsch (zelfs niet fout, een uitspraak van de Oostenrijkse theoreticus Wolfgang Pauli). Een verkeerde theorie kan door het uitlokken van een experimentele weerlegging de wetenschap verder helpen met waarnemingen die anders nooit gedaan zouden zijn, maar een ontoetsbare theorie is helemaal nutteloos.
Natuurkundige theorieën die over langere tijd een belangrijke groep waarnemingen kunnen verklaren worden natuurwetten genoemd, bijvoorbeeld de wetten van Maxwell. Er is overigens geen formeel onderscheid tussen theorieën en wetten. De kans dat zo'n natuurwet ooit helemaal gefalsificeerd wordt is zeer gering. Vaker wordt een bestaande theorie een speciaal geval van een nieuwe overkoepelende theorie. Een bekend voorbeeld daarvan is de klassieke mechanica van Isaac Newton, die na ruim twee eeuwen ogenschijnlijke onaantastbaarheid een bijzonder geval voor lage snelheden is geworden van de speciale relativiteitstheorie, die op haar beurt weer een bijzonder geval voor het geval eenparige bewegingen werd van de meeromvattende algemene relativiteitstheorie van Albert Einstein. Daarnaast werd de klassieke mechanica ook een speciaal geval (namelijk op macroscopische schaal) van de bredere kwantummechanica.

## Vakgebieden
Oorspronkelijk was de natuurkunde een overzichtelijk vakgebied. Voor een getalenteerd mens was het in het begin nog mogelijk om het gehele terrein van de natuurkunde te overzien en te beheersen. Veel natuurkundigen hielden zich met diverse en soms ver uiteenlopende natuurkundige gebieden bezig. Zo ontdekte Isaac Newton bijvoorbeeld een wiskundige uitdrukking voor de zwaartekracht waardoor een appel op de grond valt. Maar ook bedacht hij dat diezelfde zwaartekracht zorgt voor de wederzijdse aantrekking van de aarde en de maan. Newton bestudeerde tevens het licht en ontdekte dat wit licht in vele kleuren uiteenvalt als het door een prisma gebroken wordt. Ook werkte Newton aan warmte en eigenschappen van vloeistoffen en ontwikkelde hij de spiegeltelescoop, maar aan elektriciteit kwam hij niet meer toe.
Door het succes van Galilei, Newton en hun opvolgers is de natuurkunde steeds verder uitgebreid en is het voor een menselijk individu niet meer mogelijk om het hele terrein gedetailleerd te volgen. Daarom specialiseren de meeste natuurkundigen zich op een bepaald terrein. Ondanks de specialisaties binnen de natuurkunde, is het dankzij de gemeenschappelijke basis mogelijk veel natuurkundige deelgebieden met elkaar in verband te brengen. Gebieden die voltooid leken – bijvoorbeeld de optica – werden weer gestimuleerd door nieuwe ontdekkingen, bijvoorbeeld de ontdekking van laserlicht en van het foton dankzij de kwantummechanica.
In de opsomming hieronder wordt onderscheid gemaakt tussen klassieke natuurkunde, dat zijn onderzoeksgebieden die al als dusdanig erkend werden voor de grote omwentelingen van het begin van de 20ste eeuw, en moderne natuurkunde, ofwel onderzoeksgebieden die pas zijn ontstaan na de ontdekking van de relativiteitstheorie en de kwantumtheorie, en die voor hun bestaan volledig van die theorieën afhankelijk zijn. Ook worden enkele interdisciplinaire vakgebieden genoemd.

### Klassieke natuurkunde
- Akoestiek – de studie van geluid, zowel in lucht als in andere voortplantingsmedia.
- Atoomfysica – Onderzoekt atomen, met name de manier waarop elektronen zich binnen het atoom gedragen. De atoomfysica ligt dicht aan tegen het vakgebied fysische chemie, maar vertoont ook raakvlakken met analytische scheikunde (vooral spectroscopie).
- Elektromagnetisme en elektrodynamica – Onderzoekt verschijnselen die te maken hebben met elektrische stroom – d.i. de verplaatsing van elektrische lading, onder invloed van spanning, door bijvoorbeeld een weerstand – en de daarbij optredende magnetische velden. Ook een begrip als zelfinductie komt uit het elektromagnetisme (zie ook elektrotechniek, elektronica). De lorentzkracht, d.i. de kracht die een magneetveld uitoefent op een bewegende elektrische lading, vormt de basis voor elke elektromotor en generator. Elektronenoptica houdt zich bezig met het focusseren en afbeelden van bundels van geladen deeltjes (elektronenmicroscopie, beeldbuizen, deeltjesversnellers, etc.)
- Mathematische fysica, in Vlaanderen ook Wiskundige natuurkunde genaamd – doet aan wiskundige theorievorming ten behoeve van fundamenteel fysisch onderzoek.
- Mechanica – de oudste tak van de klassieke fysica: het gedrag van voorwerpen bij stilstand en in beweging, met de kernbegrippen massa, kracht, impuls, arbeid en energie. Een raakvlak met de vastestoffysica is de sterkteleer van materialen.
- Metrologie – Het definiëren van meeteenheden en het ontwikkelen van nauwkeurige meettechnieken.
- Molecuulfysica – onderzoekt de eigenschappen van moleculen, zoals de overgangen tussen energieniveaus van trillingen en rotaties. Heeft verbindingen met de fysische chemie.
- Optica – Geometrische optica houdt zich bezig met breking en reflectie van licht en de hieruit voortkomende afbeeldingstechnieken, waarbij de lichtstraal het model is voor lichtvoortplanting. Fysische optica houdt zich bezig met het gedrag van licht als vorm van elektromagnetische straling, als fotonen die met de lichtsnelheid reizen en zich soms als een deeltje, maar soms ook als een golf gedragen. Componenten die in de geometrische optica worden gebruikt, zijn lenzen, prisma's, spiegels, e.d. De fysische optica werkt met tralies, lasers en veel andere apparatuur. Een voorbeeld van een resultaat van fysisch-optisch onderzoek is een hologram. Verdere uitbreidingen van de fysische optica zijn niet-lineaire optica, die zich met zeer hoge lichtintensiteiten bezighoudt, en kwantumoptica, die het grensgebied tussen optica en kwantummechanica als onderzoeksterrein heeft.
- Plasmafysica – onderzoekt extreem hete gassen, waarin de moleculen niet alleen uiteenvallen in atomen, maar de atomen ook hun elektronen verliezen, zodat er gassen van tegengesteld geladen deeltjes ontstaan (plasma's). Hierin kan kernfusie optreden, zoals in de kern van een ster en in een waterstofbom. Het belangrijkste toegepaste onderzoek beoogt het bewerkstelligen van beheerste kernfusie, hetgeen een vrijwel onuitputtelijke en milieuvriendelijke bron van energie mogelijk zou maken. Ook magnetohydrodynamica, die het gedrag van stromende plasma's in een magneetveld bestudeert, wordt veelal als onderdeel van de plasmafysica beschouwd.
- Statistische thermodynamica of statistische mechanica – bestudeert het gedrag van grote aantallen deeltjes en legt daarmee een verbinding tussen mechanica enerzijds en thermodynamica anderzijds.
- Stromingsleer, omvattende vloeistofmechanica en aerodynamica – het onderzoek aan stroming van gassen en vloeistoffen, dat een grote rol speelt in ontwikkelingen in bijvoorbeeld de luchtvaart. Gebieden waarvan nog lang niet alles bekend is, zijn onder andere turbulentie en gedrag bij supersonische snelheid.
- Thermodynamica (ook wel 'warmteleer' genoemd) – doet onderzoek aan temperatuur en druk van gassen en vloeistoffen, maar ook bij faseovergangen, zoals het smelten van ijs naar water, waarbij smeltwarmte vrijkomt. Is sterk verbonden met onder andere de fysische chemie, maar ook met (deelgebieden van) de werktuigbouwkunde.
- Vastestoffysica – de natuurkunde van de vaste stoffen. Dit vak kent verschillende deelgebieden zoals materiaalkunde, metallurgie, magnetische materialen, halfgeleiderfysica en supergeleiding.

### Moderne natuurkunde
Op het einde van de 19de eeuw werd de natuurkunde geconfronteerd met twee paradoxen die tot twee afzonderlijke wetenschappelijke omwentelingen zouden leiden.

#### Relativiteit
De eerste paradox was dat de wetten van Maxwell een correcte beschrijving gaven van lichtgolven, op voorwaarde dat er in de natuur een notie van absolute stilstand en beweging zou bestaan. Sinds Galileo Galilei gingen natuurkundigen ervan uit dat de wetten van de mechanica dezelfde moesten zijn voor een stilstaande waarnemer als voor een waarnemer die zich eenparig rechtlijnig door de ruimte beweegt; een beginsel dat later "relativiteit van de beweging" zou worden genoemd. Na verschillende pogingen om de wetten van Maxwell aan te passen, kwam Albert Einstein in 1905 met de revolutionaire veronderstelling dat de begrippen tijdsduur, lengte en snelheid afhankelijk waren van de waarnemer, en dat de lichtsnelheid (in vacuüm) voor alle waarnemers dezelfde is, zelfs voor waarnemers die ten opzichte van elkaar bewegen. De relativiteitstheorie houdt zich bezig met verschijnselen bij snelheden dicht onder de lichtsnelheid (3 × 108 m/s) en de fysica op zeer grote schaal in de kosmologie. Onderscheiden worden hier nog de speciale relativiteitstheorie, die zich beperkt tot eenparige bewegingen (dat wil zeggen met constante snelheid en constante richting), en de algemene relativiteitstheorie, die zich vooral met versnellingen en zwaartekracht bezighoudt.

#### Kwantumtheorie
De tweede paradox kwam voort uit de confrontatie van de enerzijds de wetten van de thermodynamica, en de daaruit volgende energieverdeling in een hete middenstof, en anderzijds de waarnemingen van de kleur van een gloeiend voorwerp. De wet van Rayleigh-Jeans voorspelde correct de energieverdeling over lange golflengten, maar schoot fundamenteel tekort in de schatting van de energieverdeling bij korte golflengten (hoge energieën): de ultravioletcatastrofe. Max Planck loste dit in 1900 op door de voor die tijd revolutionaire veronderstelling dat licht niet continu, maar in kleine pakketjes ("kwanta") wordt uitgezonden waarvan de grootte evenredig is met de frequentie van het licht.
De kwantumtheorie werd later door Erwin Schrödinger, Werner Heisenberg, Paul Dirac en anderen ontwikkeld tot de kwantummechanica. Het is thans onmogelijk een realistische beschrijving te verkrijgen van het gedrag van de materie op subatomaire schaal, zoals in de kernfysica of algemener de deeltjesfysica, zonder gebruik te maken van de kwantummechanica en de kwantumveldentheorie. Kernfysica is de natuurkunde van de elementaire deeltjes waaruit een atoom en de atoomkern bestaat. Dat zijn niet alleen protonen, neutronen en elektronen, maar ook vele andere kleine deeltjes zoals het positron. Protonen en neutronen bestaan op hun beurt uit quarks. Sommige van die deeltjes leven zeer kort (hebben een „korte halveringstijd”). De kernfysica heeft onder andere geleid tot de uitvinding van de atoombom, maar ook van de kernreactor en de nucleaire geneeskunde.

#### Unificatie
De kwantumveldentheorie verzoent de speciale relativiteit met de kwantummechanica door de interacties tussen deeltjes en velden te beschrijven. In de jaren 1960 slaagden theoretische en experimentele natuurkundigen erin een geünificeerde theorie van de elektrozwakke wisselwerking (elektromagnetisme en zwakke wisselwerking) te formuleren. De kwantumchromodynamica is de veldentheorie van de sterke kernkracht.
Tot op heden (2021) bestaat er geen algemeen aanvaarde theorie die de vier fundamentele natuurkrachten samenbrengt. Het doel is de kwantumveldentheorie te verzoenen met de algemene relativiteitstheorie. De snaartheorie en de M-theorie zijn geloofwaardige pogingen die nog omstreden zijn, en onvoldoende uitgewerkt en getest om algemeen te worden aanvaard.

### Interdisciplinaire studiegebieden
- Astrofysica, astronomie en kosmologie – de natuurkunde van de sterren en het heelal. Om astrofysisch onderzoek buiten de (hinderlijke) atmosfeer te doen wordt onder andere een enkele keer de Space Shuttle gebruikt. Meestal wordt een kunstmatige satelliet met waarnemingsinstrumenten in een omloopbaan om de aarde gebracht of naar een planeet of ander object in het zonnestelsel gestuurd. Een bekend voorbeeld is de Ruimtetelescoop Hubble, waarmee al veel nieuwe ontdekkingen zijn gedaan. Vanaf de aarde wordt onderzoek gedaan naar de objecten in het zonnestelsel, de sterren in de Melkweg en andere sterrenstelsels, en zo meer. Men kan waarnemen in zichtbaar licht, maar ook in infrarood (IR), ultraviolet (UV), radio-, röntgen- en gammastraling. Zo verkrijgen we steeds meer kennis over de ruimte om ons heen, die vol zit met bijzondere verschijnselen, zoals zwarte gaten, nevels en gaswolken. De relativiteitstheorie van Einstein wordt telkens weer door dit soort onderzoek bevestigd.
- Biofysica - Onderzoekt de natuurkundige kant van (delen van) levende systemen zoals celmembranen, DNA en biomoleculen, fotosynthese (fotobiofysica), spieren, zintuigen, hart en bloedvaten, voortstuwing van eencelligen, prikkelgeleiding in zenuwen, vlucht van vogels en insecten, het effect van ioniserende straling op weefsels enzovoorts.
- Fysische chemie – houdt zich bezig met de grensgebieden van natuur- en scheikunde. Onderwerpen zijn bijvoorbeeld oppervlakteverschijnselen, diffusie, osmose, colloïden enzovoorts. Wordt in de praktijk tot de scheikunde gerekend.
- Geofysica – de studie van de natuurkundige verschijnselen die zich voordoen in de aarde, zowel in de aardkorst als in de aardmantel en aardkern. De seismologie valt hier ook onder.
- Medische fysica – onderzoek naar en toepassing van natuurkunde in de geneeskunde, zoals radiologie, echoscopie, longfunctieonderzoek, zintuigfysica (audiologie, toepassingen in de oogheelkunde), nucleaire geneeskunde, verdere beeldvormende technieken als MRI, CT, Petscan enzovoorts.
- Meteorologie – de studie aan de atmosfeer en de natuurkundige verschijnselen die zich daarin afspelen. Weersvoorspelling en klimaatverandering zijn maatschappelijk relevante aspecten.

## Geschiedenis

### Oudheid
In de oudheid werd nog geen scherp onderscheid getrokken tussen verschillende takken van de natuurwetenschappen; de activiteit van de klassieke wetenschapper werd omschreven als natuurfilosofie. De natuurfilosofische revolutie bestaat erin dat de onderzoeker natuurverschijnselen tracht te verklaren zonder een beroep te doen op bovennatuurlijke elementen zoals geesten en goden. De filosoof Thales van Milete (7de-6de eeuw v.Chr.) drukte dit uit door te stellen dat iedere gebeurtenis een natuurlijke oorzaak heeft.
De presocratische filosoof Pythagoras (6de eeuw v.Chr.), thans vooral bekend van zijn wiskundig werk, beschreef voor het eerst het verband tussen muzikale intervallen en de lengte van de snaren van het instrument. De natuurwetenschappen bloeiden tijdens de Gouden Eeuw van Pericles en later tijdens de Hellenistische periode, met als bekendste vertegenwoordiger Aristoteles (4de eeuw v.Chr.); van hem is ook het woord fysica afkomstig. Eratosthenes bepaalde de omtrek van de aarde en Archimedes beschreef de wetten van de statica en van de hydrostatica. Tijdens de bloei van het Oude Rome publiceerde de Grieks-Egyptische Claudius Ptolemaeus (2de eeuw n.Chr.) een werk dat in de latere Arabische bewerking bekend is geworden als de Almagest.
Onafhankelijk daarvan ontwikkelden Indische geleerden zoals Maharishi Kanada en Pakudha Kaccayana ideeën over de opbouw van de materie uit atomen. In het China van de 11de eeuw schreef Shen Kuo over magnetisme.

### Arabische rijk
Vanaf de 7de eeuw n.Chr., na de stichting van de Islam, werd het Arabisch de taal van de wetenschap. Alhazen (10de-11de eeuw) wordt beschouwd als de grondlegger van de moderne optica, maar legde ook algemener sterk de nadruk op experimenteel onderzoek en reproduceerbaarheid van resultaten.
Avicenna (10de-11de eeuw) is het bekendst van zijn bijdragen tot de geneeskunde, maar hij formuleerde ook een vroege vorm van de traagheidswet. Ibn Bajjah (in het Westen Avempace genoemd) is verantwoordelijk voor het beginsel van actie en reactie. Zijn werk zou later Thomas van Aquino, Johannes Duns Scotus en Galileo Galilei beïnvloeden.

### Wetenschappelijke revolutie
Hoewel het woord renaissance wijst op een vernieuwde belangstelling voor oude auteurs, groeide in deze periode ook de interesse voor Arabisch werk én voor oorspronkelijk, experimenteel onderzoek.
De mechanica beleeft haar grootste triomfen nadat op grond van onderzoekingen van Johannes Kepler, Nicolaas Copernicus en Galileo Galilei het heliocentrische wereldbeeld het geocentrische verdringt. Hun werk zou Isaac Newton in 1687 inspireren tot de algemene wetten van de bewegingsleer.
De industriële revolutie was de aanleiding tot het onderzoek naar de eigenschappen van gassen, en later tot de ontwikkeling van de thermodynamica door Sadi Carnot, Rudolf Clausius en William Thomson (Lord Kelvin). Daaruit ontwikkelde Ludwig Boltzmann op zijn beurt de statistische fysica. Vanaf de 19de eeuw geven de ontdekkingen van onder anderen Alessandro Volta, Hans Christian Ørsted en Michael Faraday aanleiding tot de theorie van het elektromagnetisme, samengevat in de wetten van James Clerk Maxwell. Een belangrijke vaststelling was dat licht en vele andere vormen van straling een elektromagnetisch verschijnsel zijn.

### Twintigste eeuw

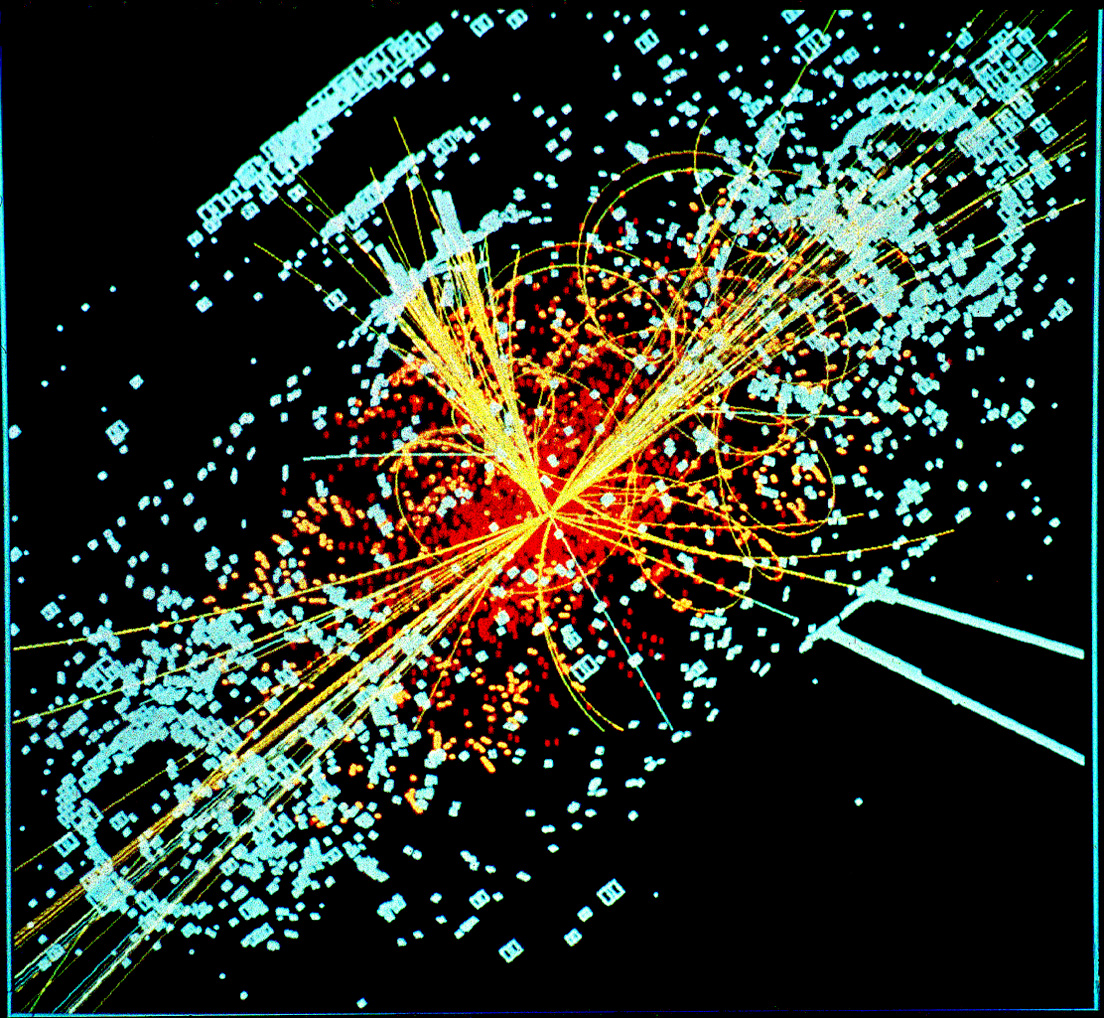
Een met de computer gesimuleerde botsing van twee protonen in de CMS-detector van de Large Hadron Collider van CERN, waarin het langverwachte higgsboson optreedt en uit elkaar valt.

De onverzoenbaarheid van de wetten van Maxwell met de relativiteitsbeginselen van de klassieke mechanica leidden Albert Einstein tot het formuleren van de relativiteitstheorie.
Tegelijkertijd leidden onderzoekingen uit de thermodynamica en de spectrografie tot steeds nauwkeuriger atoommodellen. De aanvankelijke modellen van John Dalton en Amedeo Avogadro veronderstelden nog homogene atomen; Joseph John Thomson verving dit door een mengeling van negatieve elektronen in een uniforme positief geladen soep. Zijn vroegere leerling Ernest Rutherford bewees echter dat atomen voor het grootste deel uit lege ruimte bestaan, en dat de positieve lading in een kleine kern geconcentreerd zit.
Vanaf de 20ste eeuw werd het noodzakelijk de kwantumhypothese te hanteren bij het verklaren van atomaire verschijnselen: energie komt niet in continue hoeveelheden voor, maar wordt tussen deeltjes overgedragen in discrete pakketten. Max Planck verklaarde hiermee voor het eerste de kleurverdeling van een gloeiend voorwerp.
Vanaf de jaren 1920 kreeg de kosmologie een sterk natuurkundige inslag door de ontwikkeling van de astrofotografie en de ontdekking van extragalactische sterrenstelsels. Edwin Hubble formuleerde de naar hem genoemde wet over de uitdijing van het heelal. Georges Lemaître formuleerde de hypothese van de oerknal.
Samen met de kwantummechanica en sinds de ontdekkingen van Antoine Henri Becquerel, Marie Curie en Pierre Curie ontwikkelde zich de deeltjesfysica. Na de uitvinding van kernreactoren en atoombommen, en mede onder impuls van de Koude Oorlog, onderzochten deeltjesfysici de meest elementaire bouwstenen van de materie in deeltjesversnellers. Het standaardmodel is nog steeds de meest aanvaarde hypothese over de opbouw van het heelal op de kleinst waarneembare schaal.

## Toepassingen

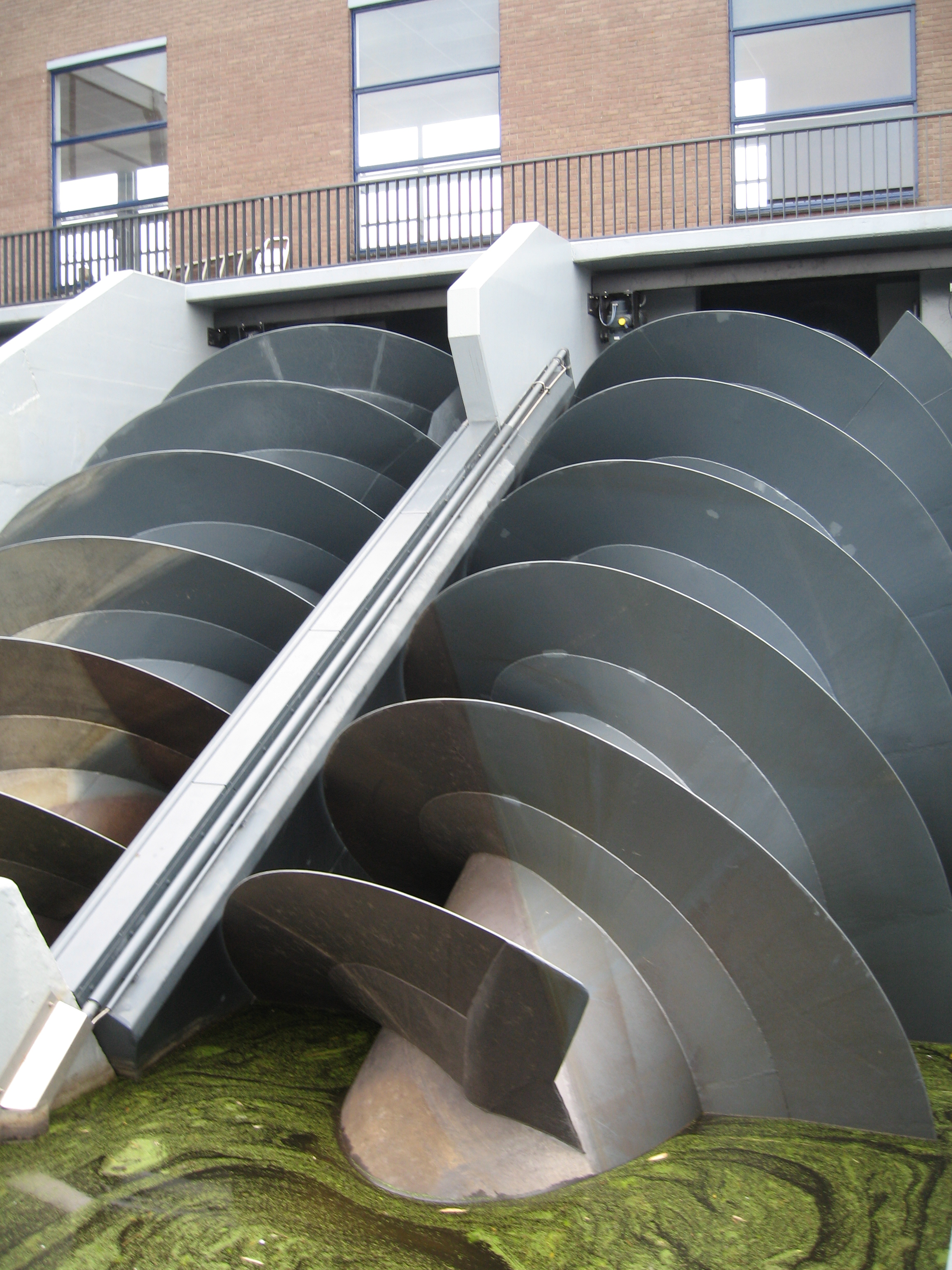
Deze vijzels van het gemaal bij Kinderdijk zijn een schroef van Archimedes in de praktijk.

De natuurkunde vindt toepassingen die tot de technische natuurkunde gerekend kunnen worden. Alle moderne apparatuur, zoals de laser en de op de transistor gebaseerde informatie- en communicatietechnologie, dus de computer, het internet, de mp3-speler, de mobiele telefoon, maar ook allerhande voertuigen te land, ter zee in de lucht en in de ruimte, alsmede het meeste wapentuig, zouden zonder de hedendaagse natuurkunde niet uitgevonden zijn.

## Nobelprijs
Toen Alfred Nobel in 1896 overleed, stelde hij bij testament onderscheidingen in voor bijzondere verdiensten op het gebied van de natuurkunde, de scheikunde, de geneeskunde en de vrede. De Koninklijke Zweedse Academie voor Wetenschappen reikt sinds 1901 in beginsel jaarlijks de Nobelprijs voor Natuurkunde uit.
In de periode 1901-2020 werd de prijs 114 keer uitgereikt aan een totaal van 216 laureaten: 47 keer aan een afzonderlijke winnaar, 32 keer aan twee winnaars en 35 keer aan drie winnaars. In 1903 won het echtpaar Marie en Pierre Curie twee derden van de prijs. Hun dochter Irène Joliot-Curie deelde in 1935 met haar echtgenoot de Nobelprijs voor Scheikunde. Zowel Joseph John Thomson als zijn zoon George Paget Thomson hebben de natuurkundeprijs gewonnen, en dit deed zich opnieuw voor bij Aage Bohr (zoon van Niels Bohr) en bij Kai Manne Börje Siegbahn (zoon van Manne Siegbahn). In 1915 wonnen vader en zoon William Henry en William Lawrence Bragg gezamenlijk de prijs. Tot en met 2020 werd de prijs slechts viermaal door een vrouw gewonnen, waarvan tweemaal in de laatste 3 jaar; zie ook de artikels Genderongelijkheid in de wetenschap en Vrouwen in de wetenschap.

## Natuurkundeolympiade
De Internationale Natuurkundeolympiade (International Physics Olympiad, IPhO) is een natuurkundewedstrijd voor scholieren uit het secundair onderwijs of voortgezet onderwijs en wordt jaarlijks sinds 1967 steeds door een ander gastland georganiseerd. In 2019 waren er 364 deelnemers uit 78 landen. In 2020 vond omwille van de COVID-19-pandemie een gedistribueerde versie plaats. De voorselectie wordt meestal nationaal georganiseerd, zoals in de (Nederlandse) Nationale Natuurkundeolympiade en de Vlaamse Fysica Olympiade.